# لورينزو زامبرانو
لورينزو زامبرانو (بالإسبانية: Lorenzo Zambrano)‏ هو كبير الإداريين التنفيذيين وشخصية أعمال مكسيكي، ولد في 27 مارس 1944 في مونتيري في المكسيك، وتوفي في 12 مايو 2014 في مدريد في إسبانيا.

## وصلات خارجية
- لورينزو زامبرانو على موقع إن إن دي بي (الإنجليزية)